# Ле Грете (Л'Аквила)
Ле Грете (итал. Le Grette) је насеље у Италији у округу Л'Аквила, региону Абруцо.
Према процени из 2011. у насељу је живело 9 становника. Насеље се налази на надморској висини од 796 м.